# PDW
Beretta Px4 Storm
A PDW (do inglês: personal defense weapon) ou Arma de Defesa Pessoal é uma arma de fogo compacta, semiautomática  ou completamente automática similar em vários aspectos à uma submetralhadora, mas geralmente operando com munições de rifle, dando a PDW um melhor alcance, precisão e capacidade de penetração na armadura do que as submetralhadoras, o qual atira munição do calibre de pistolas. A classe de arma que existe atualmente envolve um híbrido entre a submetralhadora e a carabina, retendo o tamanho compacto e a capacidade de munição da submetralhadora ao adicionar o poder, acurácia e penetração da munição da carabina. As PDWs podem ainda incluir algumas pistolas, como a Glock 18, que possui uma chave seletora que alterna entre os modos de disparo semiautomático e automático.

## Aplicações

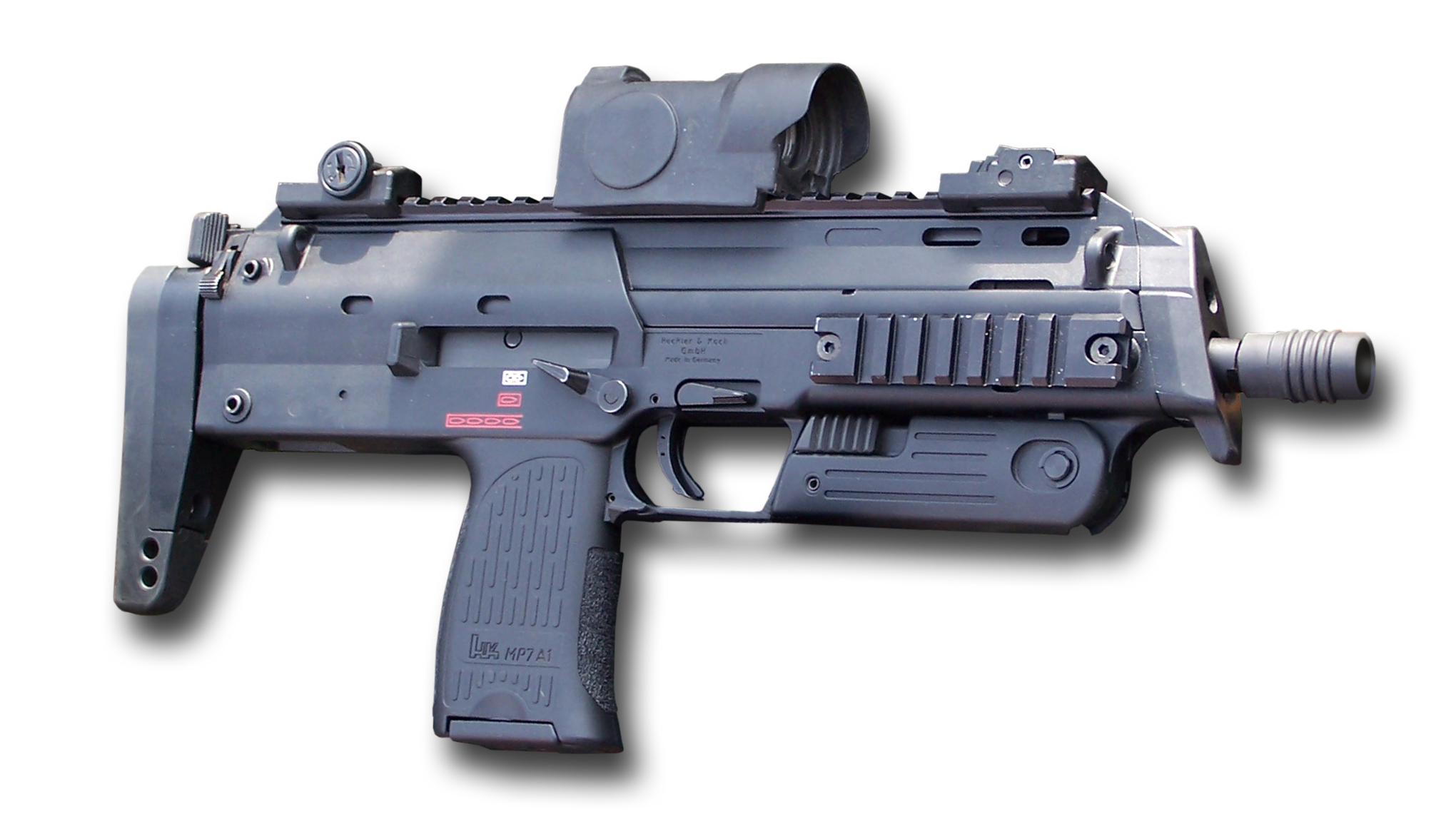
Uma Heckler & Koch MP7: A HK MP7 é parte do programa de modernização alemão IdZ e atualmente está em uso pelas forças políciais e militares da Alemanha

O conceito de PDW não foi um amplo sucesso, parte pelo alto custo de produção em relação aos fuzis de assalto. As PDWs também utilizam, normalmente, um cartucho especial como o 5.7x28mm da FN P90 ou a 4.6x30mm da Heckler & Koch MP7. Nenhum dos dois são compatíveis com as pistolas e rifles existentes (com exceção da FN Five-seven da FN Herstal que usa cartuchos 5.7x28mm da FN P90). Uma diferenciação no conceito de PDW é de fabricação russa, a PP-2000, o qual pode utilizar as munições comuns 9x19mm Parabellum ou uma versão perfurante especial para dar a mesmas capacidades das outras PDWs, mesmo que estas outras apresentem calibre menor.
Uma vez que não se tornaram muito populares entre os civis, as armas de defesas pessoais têm sido adquiridas pelas forças especiais e grupos policiais como substitutas das submetralhadoras, por serem mais compactas e facilmente portáveis. As FN-P90 e FN Five-seven são usadas pelas forças policiais e militares de mais de 40 países, como o Canadá, Chipre, França, Grécia, Índia, Peru, Polônia, Espanha e Estados Unidos, entre outros. A Heckler & Koch MP7 também é utilizada em vários países, incluindo a Áustria, Alemanha, Irlanda, Malásia e Reino Unido.

## Armas Modernas de Defesa Pessoal

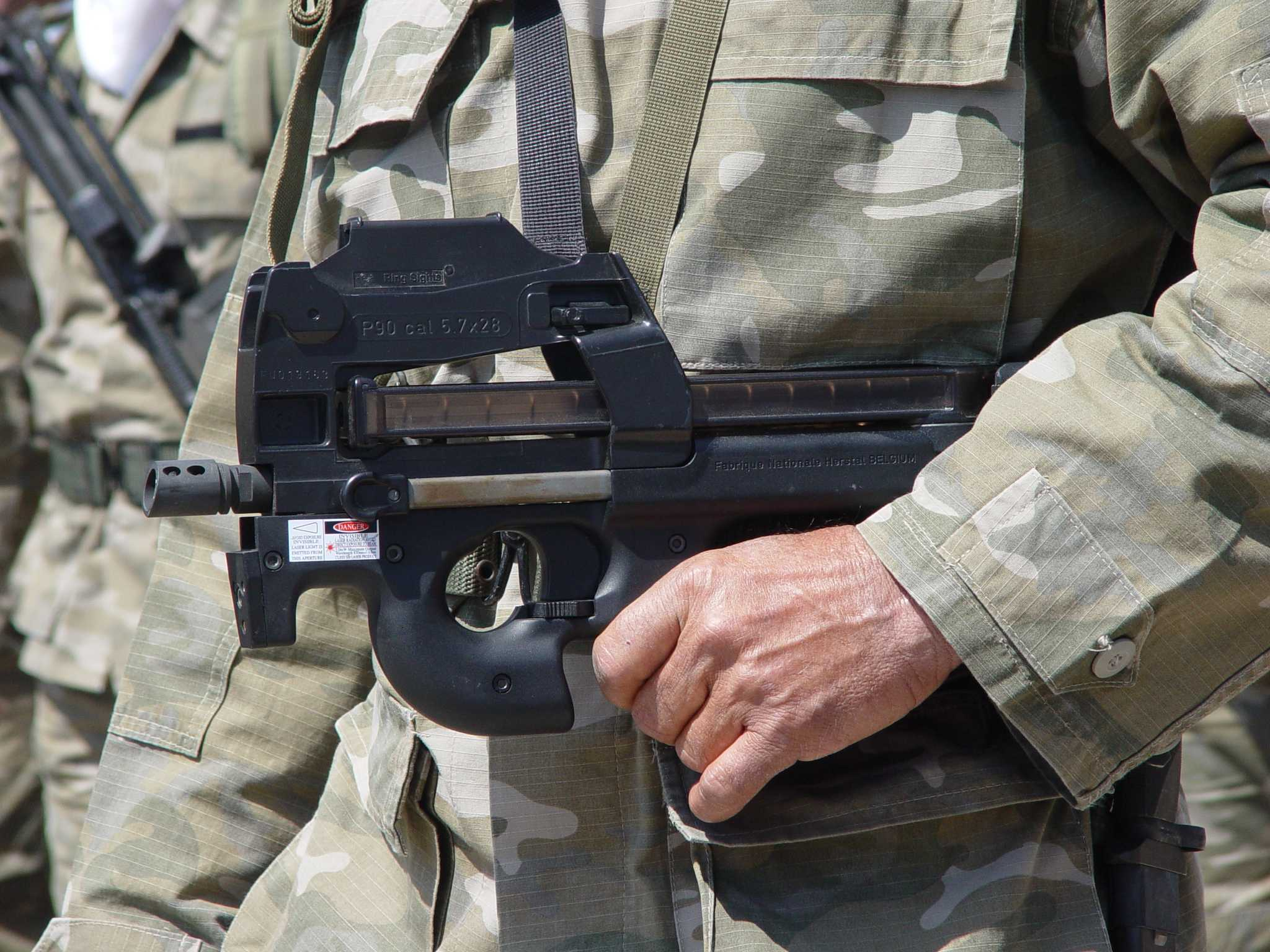
A 5.7x28mm FN P90 PDW, mostrada aqui durante o desfile da Guarda Nacional do Chipre.

- AAC Honey Badger - .300 AAC Blackout
- AKS-74U - 5.45×39mm
- ČZW-438 – 4.38x30mm Libra
- Colt MARS – 5.56x30mm MARS
- FN P90 – 5.7x28mm
- Knight's Armament Company PDW - 6x35mm KAC
- Heckler & Koch MP7 – 4.6x30mm
- Magpul PDR – 5.56x45mm NATO
- PP-2000 – 9x19mm 7N21 +P+, 9x19mm 7N31 +P+
- QCW-05 – 5.8x21mm
- Saab Bofors Dynamics CBJ-MS - 6.5x25mm CBJ-MS
- ST Kinetics CPW – 4.6x30mm, 5.7x28mm, 9x19mm[4]
- VBR-Belgium PDW – 7.92x24mm
- Modern Sub Machine Carbine – 5.56×30mm MINSAS

## Pistolas de Defesa Pessoal
- FN Five-seven - 5.7x28mm
- Heckler & Koch UCP – 4.6x30mm
- MP-443 Grach — 9x19mm 7N21
- QSZ-92 / QSW-06 – 5.8x21mm
- VBR-Belgium CQBW – 4.6x30mm, 5.7x28mm, 7.92x24mm